# Il ladro dell'arcobaleno
Il ladro dell'arcobaleno (The Rainbow Thief) è un film del 1990 diretto da Alejandro Jodorowsky.